# Willy Lindeberg
Willy Hakon Manfred Lindeberg, född 5 maj 1910 i Malmö, död 18 juni 1983 i Harplinge församling, var en svensk skulptör och målare.
Han var son till järnvägstjänstemannen Victor Lindeberg och Hilda Hjerstedt och från 1931 gift med Wanja Nilsson. Lindeberg studerade vid Skånska målarskolan i Malmö och vid den danska konstakademien i Köpenhamn 1935–1937 och för Marcel Gromaire i Paris 1939 samt under ett stort antal studieresor bland annat till Nederländerna, Marocko och Rumänien. Separat ställde han ut på SDS-hallen i Malmö, Rådhuset i Malmö, Ystad, Landskrona och Lund. Han medverkade i samlingsutställningar med Skånes konstförening sedan 1936 och i alla Blandningens utställningar samt i Skaansk Kunst i Köpenhamn och Skånekonstnärernas utställning på Liljevalchs konsthall i Stockholm. Hans konst består av cirkusmotiv, porträtt, figurer, gatubilder och landskap. Lindeberg är representerad vid Nationalmuseum med målningen Hus. Han är begravd på Harplinge kyrkogård.